# 蒲察阿里虎
蒲察 阿里虎（ほさつ ありこ、? - 1160年5月16日）は、金の廃帝海陵王の妃嬪。

## 経歴
初め、皇族の阿虎迭（蒲魯虎の子）の正妻であった。阿虎迭の死後、皇族の南家と再婚した。南家の死後、奉国上将軍の迪古乃（後の海陵王）は美貌の阿里虎を側室として求めたが、南家の父の突葛速は拒んだ。海陵王が帝位に即くと、阿里虎は婚礼により後宮に入って賢妃に封ぜられ、また昭妃に改められた。
阿里虎は頻繁に大酒を飲み、海陵王がたしなめても止めず、寵愛が衰えた。阿里虎と前夫の南家の息子は亡父の遺物を与えられていたので、海陵王は息子を死に追いやろうとしたが、徒単皇后らの懇願で中止した。阿里虎と前夫の阿虎迭の娘である重節も美しかったので、海陵王はこれも妃とした。阿里虎は激怒し、重節を強く平手打ちした。海陵王はその後、阿里虎をかえりみなかった。
阿里虎はその後、侍女の勝哥を寵愛して同性愛関係となった。侍女の三娘の密告にもかかわらず、海陵王は罰しようとしなかったが、三娘が阿里虎に殺されると、阿里虎は海陵王の怒りを買った。勝哥は死に追いやられ、阿里虎は絶望して食を絶った。
正隆5年4月2日（1160年5月16日）、海陵王は阿里虎を絞殺させた。

## 子女
- 蓬萊県主 完顔重節（阿虎迭との娘）
- 男子（南家との子）

## 伝記資料
- 『金史』